# Ахадзаде, Эльхан Яхья оглы
Ахадзаде Эльхан Яхья оглы (31 января 1948, Баку — 8 октября 2010, Баку) — азербайджанский певец и актер, искусный исполнитель многих драматических ролей, Заслуженный артист (1998 г.) и Народный артист (2006 г.) Республики Азербайджан.

## Биография
Азербайджанский народный артист Эльхан Ахадзаде родился 30 января 1948 года в семье музыкантов в Баку. Он получил свое первое художественное образование в курсе «киноактер» на Киностудии имени Дж. Джаббарлы в 1967 году под руководством Адиля Искендерова. Он начал свою карьеру актера в Театре драмы имени Рустама Ибрагимбекова в 1969 году и сыграл множество ролей в таких спектаклях, как «Кто придет в полночь» (роль Македона), «Соловьиная ночь» (сержант Атаев) и другие. Образы, созданные им, стали известными и востребованными.
Ахадзаде начал свое образование в институте искусств с опозданием, в возрасте 24 лет. В 1972—1977 годах он закончил факультет «Актер музыкальной комедии» Азербайджанского государственного института искусств. Его учительницей была известная фигура азербайджанской культуры — Рашид Бейбутов. В это время он познакомился с Рашидом Бейбутовым и создал множество ярких образов в таких спектаклях, как «Мама, я гений», «Кавказская пленница» и «Человек из Ламанчи».
В 1972 году он вступил в брак, но через два года брак закончился разводом. С того времени он работал актером в Театре музыкальной комедии и снялся в фильмах «Облака — это облака» и «Огонь в глазах». Он также играл в театре «Махнун» Рашида Бейбутова, где исполнил роли в спектаклях «Кто придет в полночь», «Соловьиная ночь» и других.
В своей творческой карьере Эльхан Ахадзаде принимал участие во многих музыкальных, театральных и киносъемках. Он сыграл важные роли в таких фильмах, как «Не бойся, я с тобой», но роль главного героя была взята Поладом Бюльбюль-оглу.
В возрасте 50 лет Ахадзаде вторично вступил в брак с Сабиной Мамедовой и у них родился сын по имени Рафаэль. Позже он подвергся операции на желудке, в результате которой заразился вирусом гепатита C из-за ошибки врачей. Несмотря на ухудшение своего здоровья, он отказался от посещения больницы и скончался 8 октября 2010 года в Баку.
Эльхан Ахадзаде был известен своими выдающимися образами в Музыкальном комедийном театре. Он успешно исполнял роли в опереттах и мюзиклах, таких как «Примерный черный», «Веселая вдова», «Любовь на сцене» и «Человек из Ламанчи».
Он также снимался в телевизионных фильмах и сериалах, таких как «Не бойся, я с тобой» и «Танец жизни». В своей карьере у него были различные кинороли, и он участвовал в создании многих успешных проектов.

## Награды
- Заслуженный артист Республики Азербайджан (1998)
- Народный артист Республики Азербайджан[1] (2006)
- Персональная пенсия Президента Азербайджанской Республики (2008)[5]

## Фильмография
1. «Жизнь испытывает нас» (1971) (брат Рашида)
2. «Облака — это облака» (1972)
3. «Огонь в глазах» (1974)
4. «Свет погасших костров» (1975)
5. «Не бойся, я с тобой» (намечен на роль главного героя, 1983)
6. «Танец жизни»